# روي لي جاكسون
روي لي جاكسون (بالإنجليزية: Roy Lee Jackson)‏ هو لاعب كرة قاعدة أمريكي، ولد في 1 مايو 1954 في أوبيليكا في الولايات المتحدة.

## وصلات خارجية
- روي لي جاكسون على موقع دوري كرة القاعدة الرئيسي (الإنجليزية)
- روي لي جاكسون على موقعبيزبول رفرنس.كوم (الدوري الرئيسي) (الإنجليزية)
- روي لي جاكسون على موقعبيزبول رفرنس.كوم (الدوري الثانوي) (الإنجليزية)
- روي لي جاكسون على موقع إي إس بي إن.كوم (أم.أل.بي) (الإنجليزية)
- روي لي جاكسون على موقع مشجعي الرسوم البيانية (الإنجليزية)